# KV56
KV56 (англ. Kings’ Valley № 56) — древнеегипетская гробница в Долине царей. Также известна как «Золотая гробница» (англ. Gold Tomb) в связи с крупнейшей из прежде обнаруженных в Египте золотой коллекцией ювелирных украшений.

## Открытие
Работая на Теодора Дэвиса, гробницу обнаружил в январе 1908 года британский археолог Эдвард Айртон. Результаты работы были опубликованы в том же году Дэвисом и Айртоном. В 1998—2002 годах в рамках амарнского проекта «The Amarna Royal Tombs Project» (ARTP) под руководством Николаса Ривза были проведены повторные раскопки.

## Описание

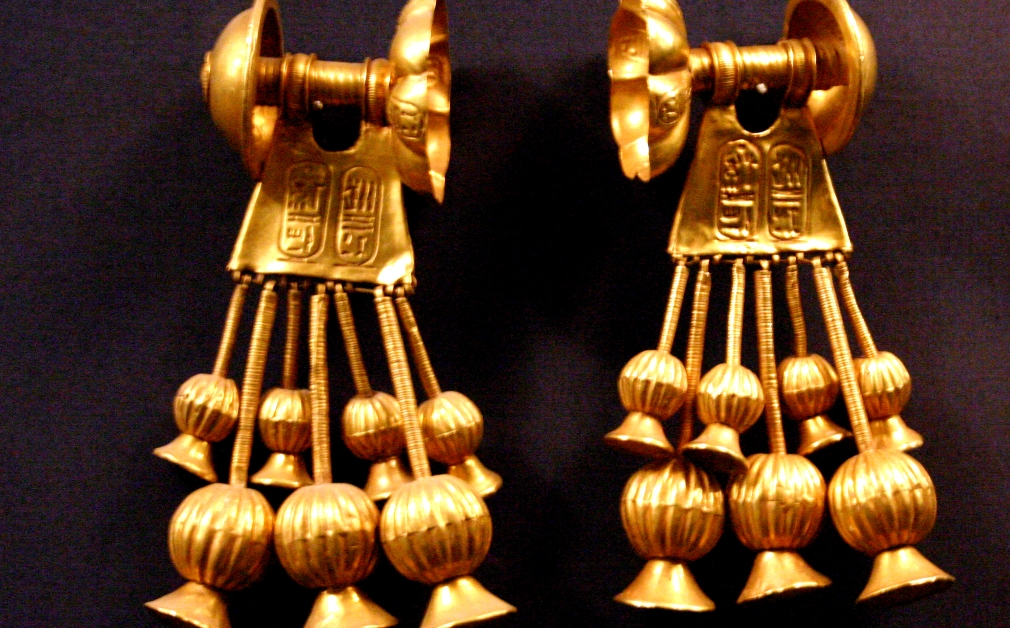
Золотые серьги Таусерт с картушем Сети II (Каирский египетский музей, (JE 39675)

Шахта ведёт к неоконченной, не декорированной камере размером 34,6 м2. Сложным представляется установить точное назначение помещения. Это либо комната приготовлений, либо царская усыпальница.
Ювелирные изделия из этой гробницы одни из самых красивых, обнаруженных в Долине царей. Украшения включают несколько колец, браслетов, украшенных воротников-ожерелий, амулетов, диадему, пару серебряных перчаток и одну сандалию, серьги. Поэтому гробницу называют золотой. Также найдены сосуды и принадлежности для похорон, частично покрытые сусальным золотом, осколки штукатурки, используемые для покрытия саркофага.

## Назначение
В гробнице находились предметы с именами царицы Таусерт и фараона Сети II. Гастон Масперо пришёл к выводу, что KV56 служила тайником, куда снесли заупокойные вещи из усыпальницы Таусерт (KV14), после того как Сетнахт узурпировал гробницу царицы. Египтолог Сирел Олдред предполагает, что KV56 может оказаться «нетронутой гробницей, где слой осколков лепнины и сусального золота в полдюйма толщиной и около четырёх квадратных футов» площадью, а это «свидетельствует об остатках полноценного саркофага». По мнению Олдреда, серебряные перчатки надевались мумии, сусальное золото и осколки лепнины покрывали саркофаг, возможно, ребёнка царствующей четы, похороненного в правление Сети II. Питер A. Клейтон посчитал золотые украшения «второсортного качества». Владелицей двух пар серёжек некачественной обработки могла быть маленькая дочь Сети I и Таусерт.